# Pandanus ligulatus
Pandanus ligulatus är en enhjärtbladig växtart som beskrevs av Harold St.John. Pandanus ligulatus ingår i släktet Pandanus och familjen Pandanaceae.
Artens utbredningsområde är Thailand. Inga underarter finns listade.